# Flughafen Njombe

i7
i11
i13
Der Flughafen Njombe (IATA-Code: JOM, ICAO-Code: HTNJ) ist der Flughafen der tansanischen Regionshauptstadt Njombe. Er liegt nur wenige hundert Meter südlich des Stadtzentrums, die Landebahn verläuft parallel zur Nationalstraße T6.

## Geschichte
Der Flughafen Njombe wurde während der Kolonialzeit erbaut und 1945 in Betrieb genommen.

## Kenndaten
Die Start- und Landebahn verläuft in Richtung 12/30 und hat eine Länge von 1890 Metern. Die Graspiste liegt in einer Höhe von 1950 Meter über dem Meer.
Der Flughafen wird von Tanzania Airports Authority verwaltet. Der verantwortliche Manager ist am Flughafen Iringa stationiert. Mit Stand 2022 wird der Flughafen Njombe mit keinen Linienflügen bedient.
Da die Landebahn direkt im bebauten Gebiet liegt und keine Umzäunung hat, wird sie häufig von Stadtbewohnern illegal überquert.